# Горох цукровий
Горох цукровий (Pisum sativum L. convar. axiphium Alef.) — один із підвидів гороху посівного, який об'єднює велику кількість сортів. Горох посівний має чотири підвиди — кормовий (пелюшка), зерновий, овочевий (для отримання зеленого горошку) і цукровий. Латинські назви цукрового гороху мають кілька синонімів, серед яких найчастіше використовується Pisum sativum L. subsp. sativum var. macrocarpon. Англійською мовою — edible podded pea, sugar pea, а горох овочевий — garden pea.
Сорти цукрового гороху дуже подібні до овочевого. Відрізняється відсутністю пергаментного шару з внутрішньої сторони стулок бобів. Це дає можливість споживати боби цілими. Такі молоді ніжні плоди називають бобами-лопатками.
Через відсутність пергаментного шару, під час достигання насіння поверхня бобів зморщується, а насіння погано вимолочується. Через це цукровий горох не використовують для отримання зеленого горошку.
Від сходів до збирання  бобів-лопаток — 45-65 днів. Висота рослини 50-60 см. Сорти цукрового гороху здебільшого мають білі квітки. Боби з дружнім достиганням, ніжні, м'ясисті, завдовжи 7-9 см, з добрими смаковими якостями. Використовують в свіжому вигляді та для заморожування.
Цінність молодих бобів у наявності легко доступного білка, близького за своїм складом до тваринного, а також вуглеводів, вітамінів та мінеральних солей. Горох за калорійностію перевищує інші овочеві в 1,5-2 рази.
Рослина цукрового гороху холодостійка, раннього терміну висівання. Норма висіву 8-10 насінин на 1 погонний метр. Для отримання молодих бобів і зручності кількаразового збирання бобів-лопаток рекомендується сівба з широкими міжряддями, або 2-3 рядковими стрічками, глибина заробки насіння 5-6 см. Сходи переносять весняні приморозки.

## Галерея

Горох цукровий - Pisum sativum L. subsp. sativum var. macrocarpon
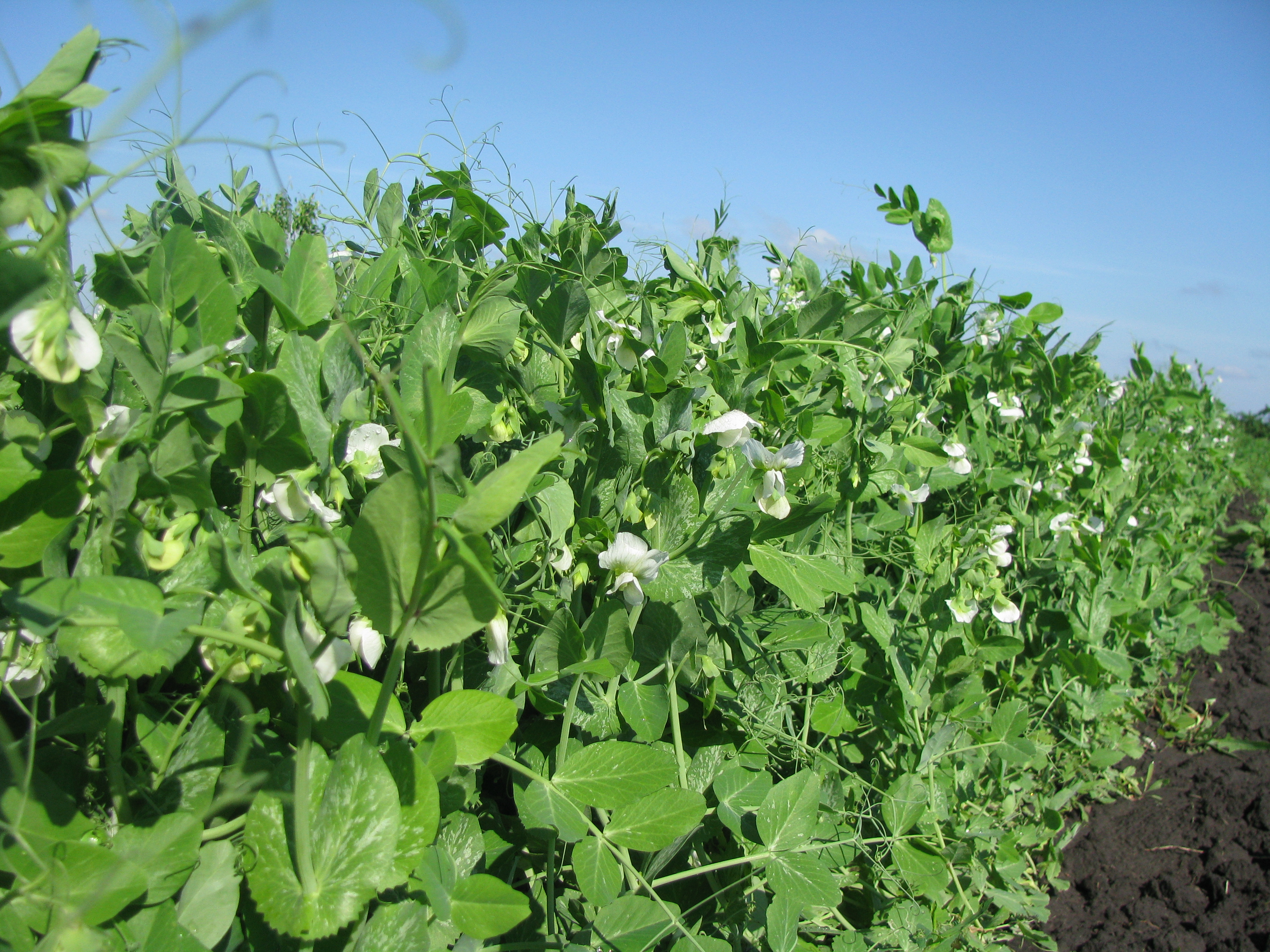
Початок цвітіння гороху цукрового
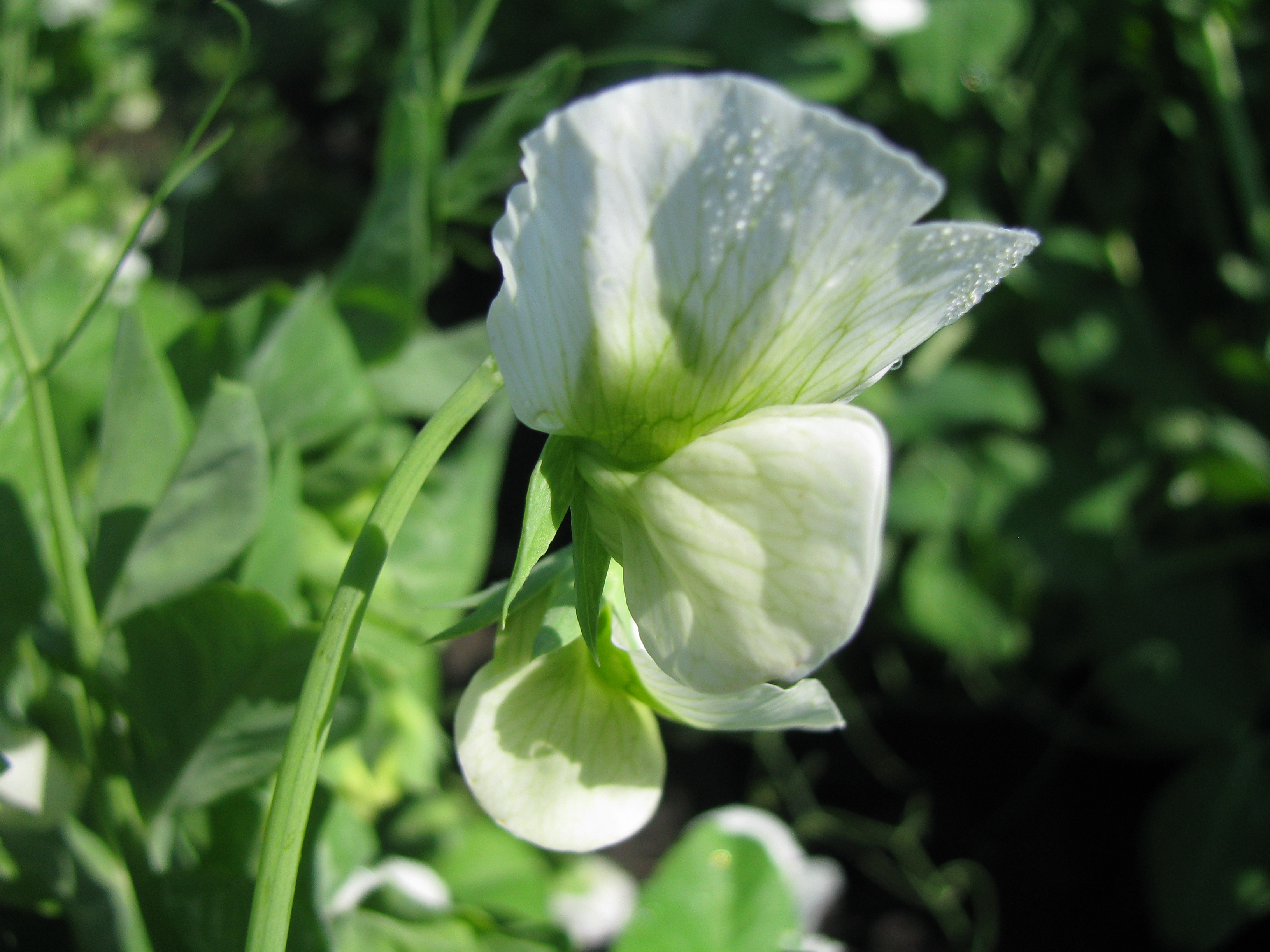
Суцвіття з квіткою
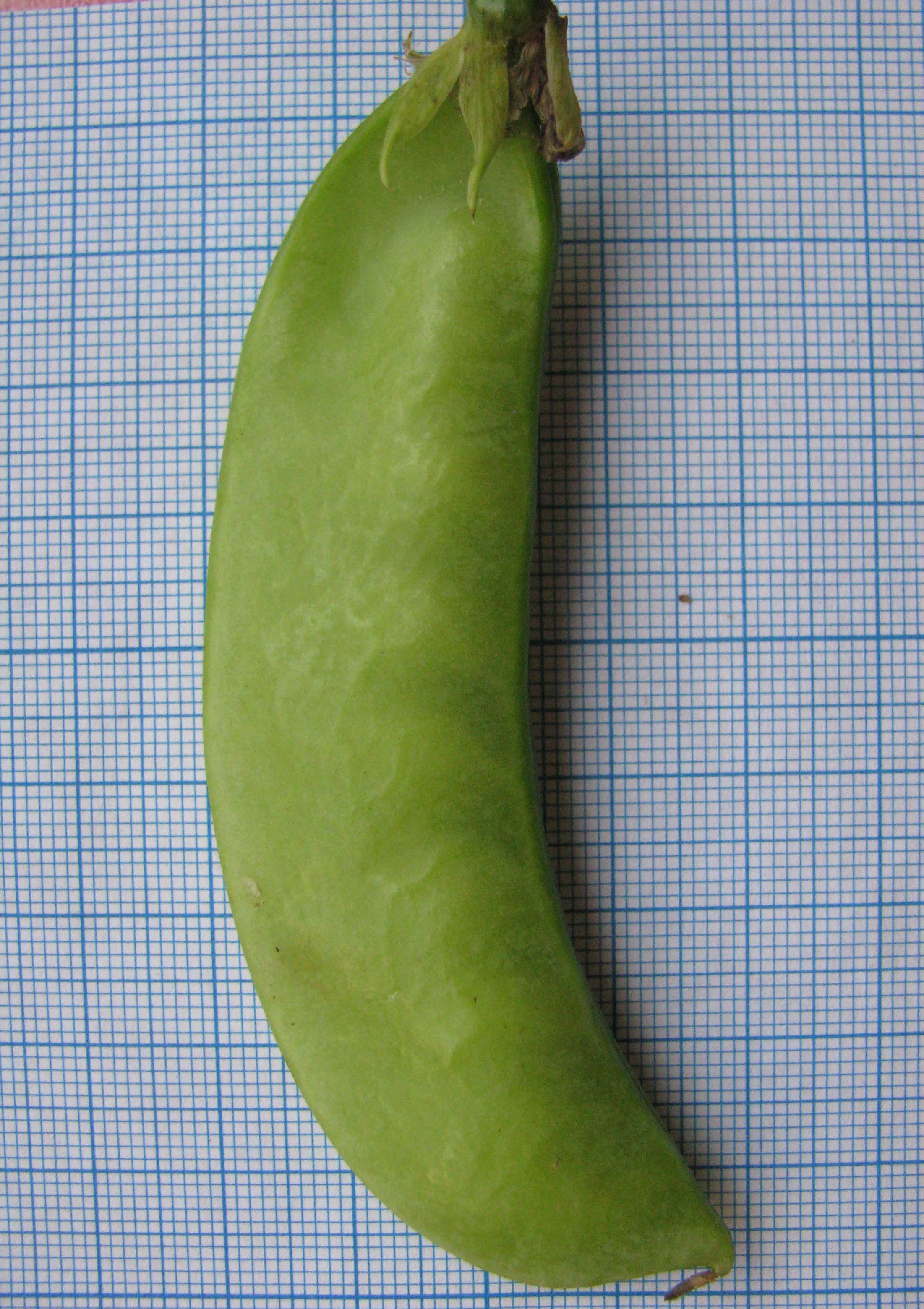
Мечеподібний біб-лопатка
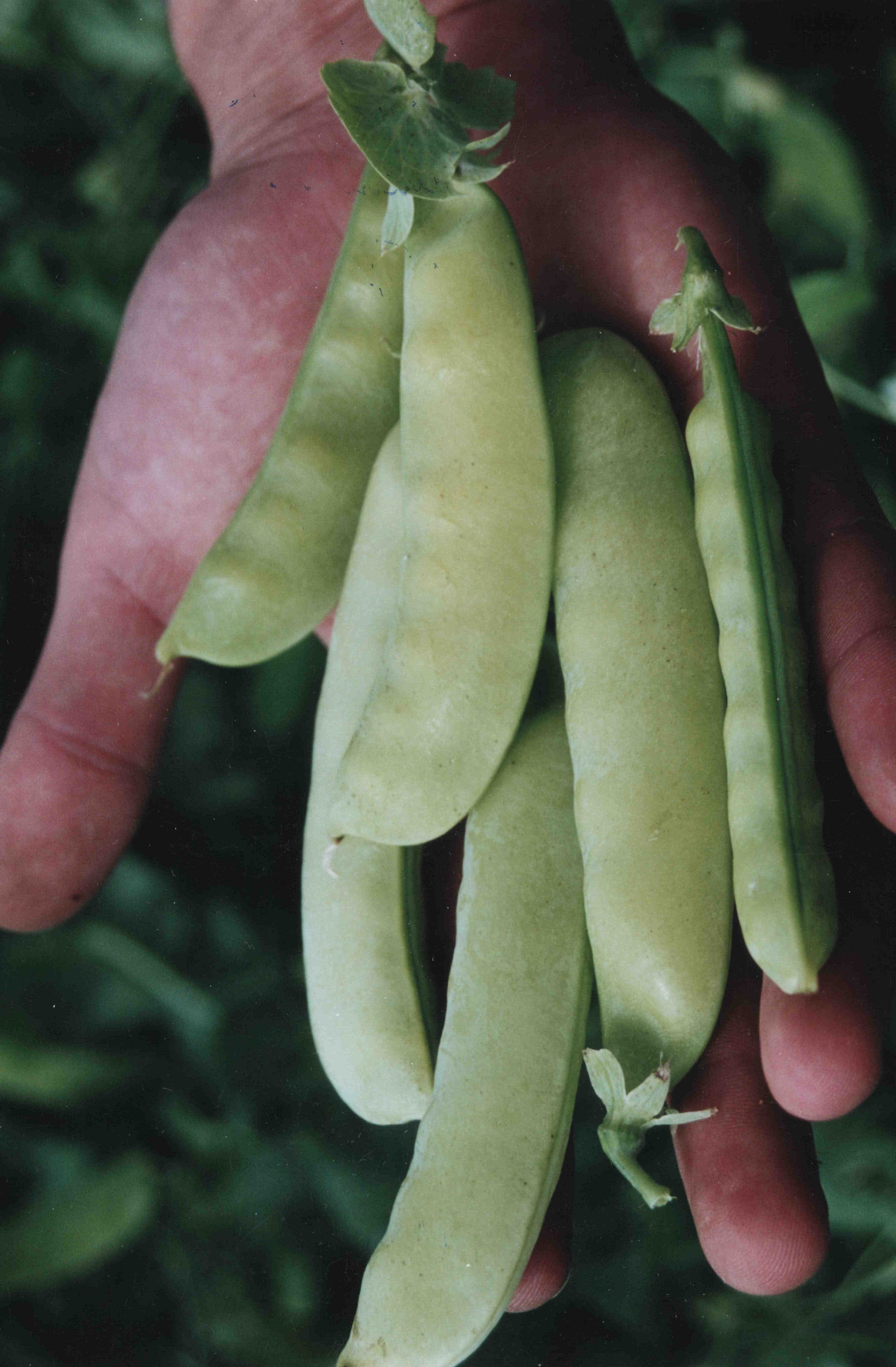
Молоді боби у технічній стиглості
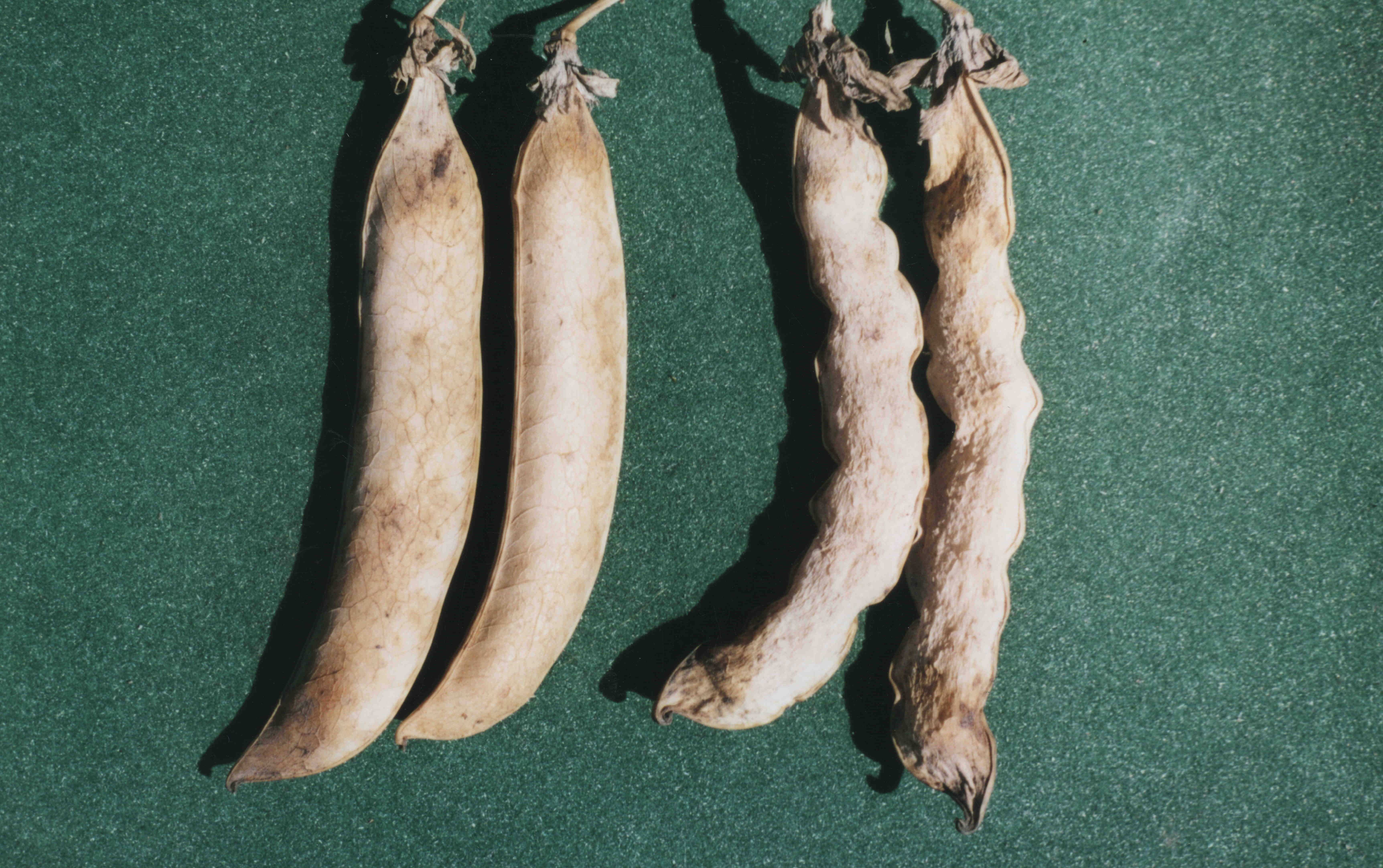
Порівняння гороху лущильного і цукрового